# Sylvia’s Mother
Sylvia’s Mother ist ein Country-Song von Shel Silverstein. Das Stück wurde 1971 von Dr. Hook & the Medicine Show veröffentlicht und 1972 als ihre erste Single herausgebracht. Der Produzent war Ron Haffkine.

## Hintergrund und Inhalt
Dem Lied liegt die Freundschaft Silversteins zu einem Mädchen namens Sylvia Pandolphi zugrunde. So berichtete er der Musikzeitschrift Rolling Stone im November 1972 in einem Interview, dass ihm etwas Ähnliches acht Jahre zuvor passiert sei, als er seine ehemalige Freundin Sylvia anrief und ihre Mutter ans Telefon ging. Lediglich der Nachname wurde auf „Mrs. Avery“ geändert, weil das besser in den Text passte. Reales Vorbild der titelgebenden Figur ist demnach Emma Louisa Elliman Pandolphi (1907 – 2009) aus dem US-Staat Illinois.

“I called Sylvia and her mother said, ‘She can’t talk to you.’ I said, ‘Why not?’ Her mother said she was packing and she was leaving to get married, […] Her mother finally let me talk to her, but her last words were, ‘Shel, don’t spoil it.’”

„Ich rief Sylvia an und ihre Mutter sagte, ‚Sie kann nicht mit dir reden.‘ Ich sagte, ‚Warum nicht?‘ Ihre Mutter erzählte, dass sie dabei sei zu packen, da sie sie verlasse, um zu heiraten, […] Schließlich ließ mich ihre Mutter mit ihr reden, aber ihre letzten Worte waren, ‚Shel, verdirb es [bitte] nicht.‘“

Der Song erzählt den Verlauf des Telefongesprächs, wie die Mutter den Anrufer vertröstet, ihm von Sylvias Heiratsplänen und der bevorstehenden Abreise erzählt. Das Telefonat wird immer wieder durch den Operator (Telefonvermittlung) unterbrochen, der den Einwurf weiterer Centmünzen fordert, um die Verbindung zu halten. Sylvias Mutter bittet ihn, nichts zu sagen, was Sylvia traurig machen würde, und auch nicht zu versuchen, sie umzustimmen oder aufzuhalten, aber sie gibt den Hörer nicht an ihre Tochter weiter. Es endet damit, dass die Mutter Sylvia noch zuruft, sie solle ihren Regenschirm nicht vergessen und sie den Anrufer auffordert, nicht wieder anzurufen.

## Coverversionen
Ebenfalls 1972 wurde von Country-Sänger Bobby Bare eine Coverversion herausgebracht. Diese Version erreichte im Oktober 1972 Platz 21 in den Country-Singlecharts. Im selben Jahr brachte Randolph Rose eine von Peter Orloff getextete deutsche Version mit dem Titel Sylvia’s Mutter heraus, die in Deutschland Platz 26 erreichte. Die Les Humphries Singers veröffentlichten ein Jahr später ihre Version des Songs.
1976 gab der französische Sänger Sacha Distel das Lied neu heraus, einmal als französische Version Le Père de Sylvia (Der Vater von Sylvia), und mit dem deutschen Titel Sylvias Mutter sagt. Edwin Gitsels von Drukwerk schrieb eine niederländische Version des Songs mit dem Titel Sylvia’s moeder, die 1987 ein kleinerer Hit der Popband in den Single Top 100 wurde. Der österreichische Sänger Jonny Hill nahm 1994 die deutsche Version von Randolph Rose noch einmal auf.
2003 spielte die US-amerikanische Rockband Bon Jovi den Song bei einem Auftritt im November 2003 im Hotel Borgata in Atlantic City.

## Musikalische Struktur
Der Song ist in der Tonart C-Dur komponiert und bewegt sich harmonisch zwischen der Tonika in C, der Dominante G und der Subdominante in F. Er weist einen durchgängigen 4/4-Takt auf, und das gesamte Stück verfügt in der notierten Version über 78 Takte. Es soll im Tempo  = 85 gespielt werden. Das heißt, die Viertelnote soll 85 mal in der Minute angeschlagen werden, was in etwa einem Andante entspricht. Als Instrumentierung sieht Silverstein neben Perkussion zwei Elektrische Gitarren, eine afrikanische Kora oder einen Gravikord, einen bundlosen E-Bass (Fretless Bass) sowie ein Elektronisches Piano, Synthesizer-Streicher und Singstimmen vor.

## Aufnahmen (Auswahl)
- Dr. Hook & the Medicine Show (Album Embassy): OCLC 464338210.
- Dr. Hook (Album CBS): Sylvia’s Mother. OCLC 872062396.
- Sylvia’s Mother (Single CBS).
- Sylvia’s Mother (Single Columbia).